# 박하정
박하정 (1990년 9월 14일~)은  대한민국의 SBS 기자다.

## 학력
- 2014년 이화여자대학교 신문방송학과

## 경력
- 2014년 SBS 기자 입사
- 2015년 SBS 정치부 기자
- 2016년 SBS 시민사회부 기자